# Amit Rohidas
Amit Rohidas, född den 10 maj 1993 i Mumbai, är en indisk landhockeyspelare.

## Karriär
Amit Rohidas ingick i det indiska landhockeylag som tog brons vid OS 2020 och vid OS 2024.